# 拉波夫拉德尔杜克
拉波夫拉德尔杜克，是西班牙巴伦西亚自治区巴伦西亚省的一个市镇。总面积19平方公里，总人口2533人（2001年），人口密度133人/平方公里。